# Aer (Band)
Aer (Aussprache [eɘ], wie englisch „Air“) oder Fresh Aer Movement war ein US-amerikanisches Rap-Rock-Duo das bis zu ihrer Trennung im Mai 2016 aus David von Mering und Carter Schultz aus Wayland, Massachusetts bestand.

## Bandgeschichte
David von Mering und Carter Schultz besuchten gemeinsam die High School in ihrer Heimatstadt Wayland im Middlesex County westlich von Boston. Nachdem ihre erste Band auseinandergebrochen war, machten sie gemeinsam als Duo unter dem Namen Fresh Aer Movement oder kurz Aer weiter. Sie entwickelten ihren eigenen Stil aus Rap mit Reggae, Acoustic-Pop und Indie-Rock. Noch während ihrer Schulzeit veröffentlichten sie im Herbst 2010 und im Frühjahr 2011 ihre ersten beiden Mixtapes, wobei das zweite von der populären College-Music-Website Good Music All Day gesponsert worden war: „The Reach“  wurde über 50.000 Mal heruntergeladen. Die kurz darauf veröffentlichte EP „What You Need“ erreichte Platz eins der Hip-Hop-Charts bei iTunes. Auch bei YouTube waren sie mit eigenen Videos erfolgreich und brachten es mit dem Song Feel I Bring auf über zwei Millionen Aufrufe. Dazu traten sie nicht nur an der Ostküste von New York bis Washington, sondern auch in vielen anderen Staaten bis hinein nach Kanada auf. Im Mai 2012 traten Aer an drei Tagen beim Festival The Bamboozle in Asbury Park auf.
Nach ihrem Schulabschluss im Sommer 2011 hatten Schultz und von Mering mit der Produktion ihres Debütalbums begonnen. „The Bright Side“ erschien ein Jahr später und konnte sich auf Anhieb auf Platz 10 der US-Rap-Charts und auf Position 85 der offiziellen Albumcharts platzieren.
Anfang 2014 wurde das Debütalbum „Aer“ veröffentlicht. Im Sommer 2015 folgte dann das Album „One of a Kind“ welches ausschließlich Digital und auf Vinyl erschien.
Nach der „One of a Kind Tour“ im Jahr 2015 und im Frühjahr 2016, gaben Aer im Mai 2016 auf Facebook ihre Trennung bekannt.

## Diskografie

### Alben
- Water on the Moon (Mixtape, 2010)
- The Reach (Mixtape, 2011)
- What You Need
- The Bright Side (2012)
- Strangers EP
- Aer (2014)
- One of a Kind (2015)

### EPs
- What You Need (2011)

### Singles
- Floats My Boat (2012, US: Gold)[5]

## Galerie

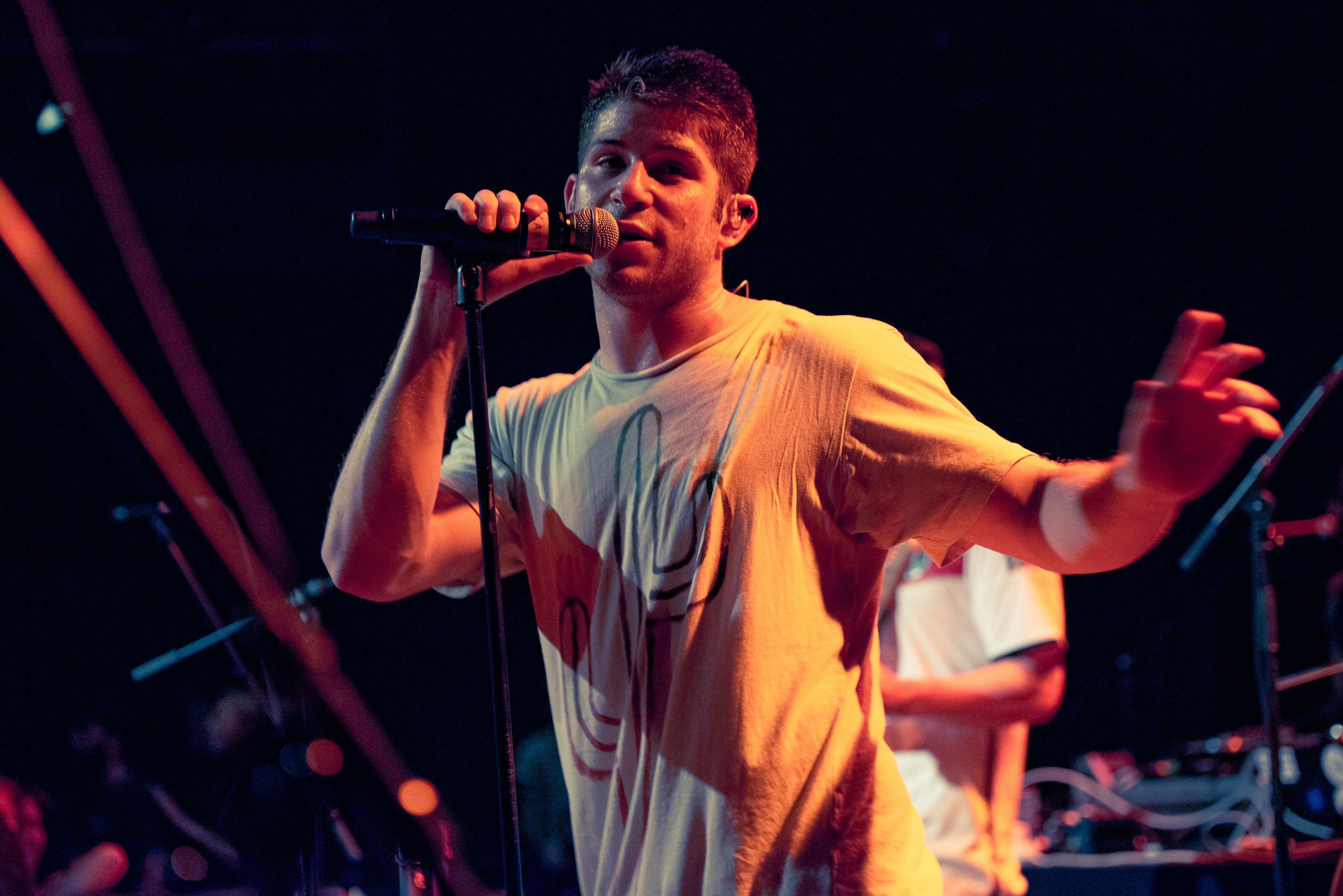
Carter Schultz
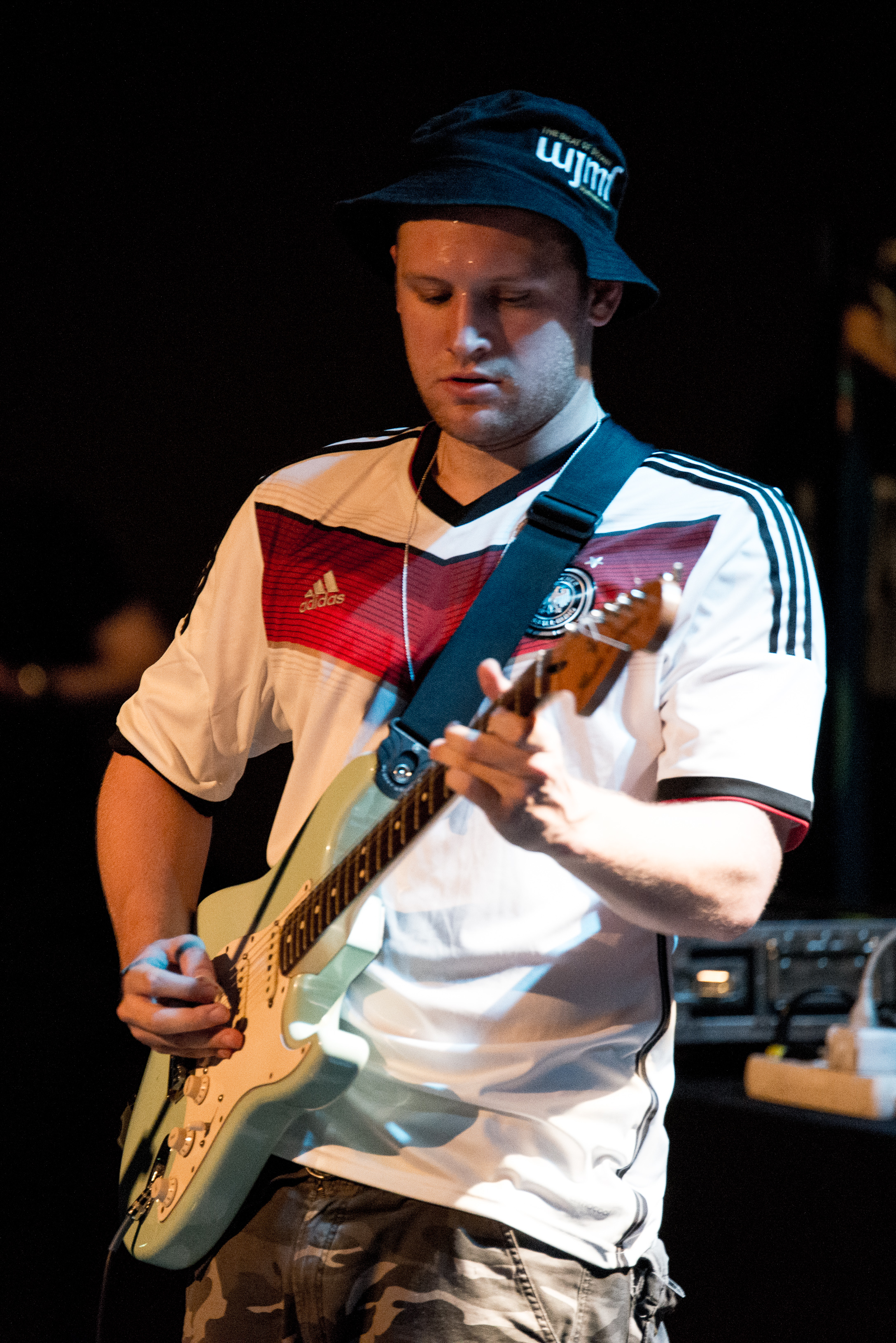
David von Mering